# Donacia fulgens
Donacia fulgens är en skalbaggsart som beskrevs av J. L. Leconte 1851. Donacia fulgens ingår i släktet Donacia och familjen bladbaggar. Inga underarter finns listade i Catalogue of Life.